# Melanie Schulz
Melanie Schulz (* 27. August 1979 in Gera) ist eine deutsche Langstrecken- und Hindernisläuferin. 
Bei den Leichtathletik-Juniorenweltmeisterschaften 1998 wurde sie Achte über 3000 Meter. Ihr erster größerer Erfolg im Erwachsenenbereich war die Deutsche Vizemeisterschaft im 10.000-Meter-Lauf 1999. Über 5000 Meter wurde sie 2001 bei den Deutschen Meisterschaften Dritte.
Bei den U23-Europameisterschaften desselben Jahres gewann Melanie Schulz den 3000-Meter-Hindernislauf in 10:03,34 min. Diese Zeit bedeutete auch deutschen Rekord in der für Frauen neuen Disziplin. Sie verbesserte diesen Rekord dreimal, zuletzt am 6. Juli 2002 in Wattenscheid, als sie in 9:38,31 min die erste Deutsche Meisterin in dieser Disziplin wurde. Dieser deutsche Rekord wurde im Mai 2008 von Antje Möldner unterboten. Bei den Leichtathletik-Europameisterschaften 2002 in München wurde der Hindernislauf für Frauen noch nicht ausgetragen. Melanie Schulz trat über 5000 Meter an und wurde Zehnte in 15:46,64 min.
Weitere nationale Meistertitel errang sie 2002 über 10.000 Meter und 2004 über 3000 Meter Hindernis. 2003 wurde sie Zweite über 10.000 Meter und 2007 Dritte über 3000 Meter Hindernis.
In den folgenden Jahren wechselte sie zum Straßenlauf. 2009 wurde sie Deutsche Halbmarathon-Meisterin, Zweite beim Düsseldorf-Marathon und Elfte beim Berlin-Marathon.
Im Jahr darauf wurde sie Neunte beim Berliner Halbmarathon und Dritte bei den Deutschen Meisterschaften im Halbmarathon. 

## Persönliche Bestzeiten
- 800 m: 2:07,30 min, 18. August 2002, Olsztyn
- 1500 m: 4:12,42 min, 26. August 2001, Leverkusen
- 3000 m: 8:56,46 min, 26. Juli 2002, Neustadt an der Weinstraße
- 5000 m: 15:31,67 min, 23. Mai 2002, Koblenz
- 10.000 m: 32:40,09 min, 11. Mai 2002, Dessau
- Halbmarathon: 1:14:15 h, 28. März 2010, Berlin
- Marathon: 2:42:47 h, 3. Mai 2009, Düsseldorf
- 3000 m Hindernis: 9:38,31 min, 6. Juli 2002, Wattenscheid